# Petrus Camper
Petrus Camper of Petrus van Campen (Leiden, 11 mei 1722 - Den Haag, 7 april 1789) was een Nederlands arts, verloskundige, anatoom, fysioloog, zoöloog, antropoloog en paleontoloog in het tijdperk van de Verlichting.
Camper hield zich bezig met de techniek van het amputeren van ledematen. Zijn onderzoek naar de orang-oetans, zijn ontdekking van de holle botten van vogels, en zijn publicaties over de kop van een mosasaurus, die hij voor een walvis hield, en de zang van de kikker maakten hem in heel Europa beroemd. Goethe noemde hem ein Meteor von Geist, Wissenschaft, Talent und Thätigkeit. Hij werd als lid benoemd van de Franse Academie van Wetenschappen en de Engelse Royal Society. Camper won zoveel prijsvragen (tien) dat hem het verzoek werd gedaan niet langer mee te dingen. Hij was niet bepaald het prototype van een studeerkamerprofessor. Camper was geïnteresseerd in architectuur, tekenen, wiskunde, meubelmaken en beeldhouwkunst.

## Biografie

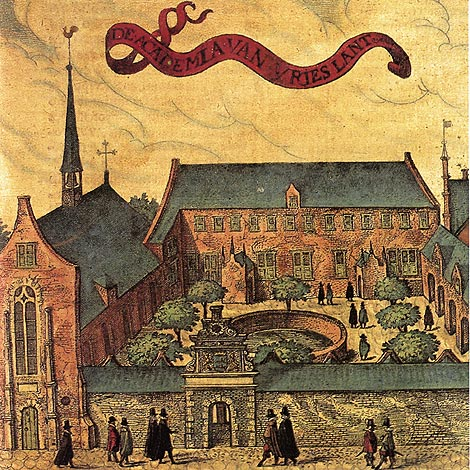
Franeker Academie

Camper was de zoon van Florentius Camper, een welgestelde predikant in Leiden, die tussen 1702 en 1713 fortuin had gemaakt in Nederlands-Indië, en van Sara Geertruida Ketting. In 1731 ging hij naar de middelbare school in Leiden. Hij blonk uit in talen en wiskunde. Hij studeerde in zijn woonplaats aan de universiteit en promoveerde in 1746 op dezelfde dag in zowel de wijsbegeerte (filosofie) als in de geneeskunde. Op wijsgerig gebied was Camper een levenslange vriend van Frans Hemsterhuis, een vertegenwoordiger van de proefondervindelijke wijsbegeerte van Sir Isaac Newton, in Nederland verbreid door Willem Jacob 's Gravesande en Petrus van Musschenbroek. In 1748 maakte hij een studiereis naar London en maakte er kennis met vrijwel iedere wetenschapper van naam. In 1749 ging hij naar Parijs en ontmoette er Georges de Buffon.

### Franeker
Camper kreeg in 1749, onderweg van Parijs naar Genève, bericht dat hij was benoemd in de leerstoel wijsbegeerte aan de universiteit van Franeker. Enkele weken later kwamen daar ook nog benoemingen in die der anatomie en chirurgie bij. Vanwege zijn studiereis door Zwitserland en ziekte kon hij niet eerder dan 28 april 1750 aan deze taken beginnen. Rond 1751 werd hij gekozen tot Fellow van de Royal Society.

### Amsterdam

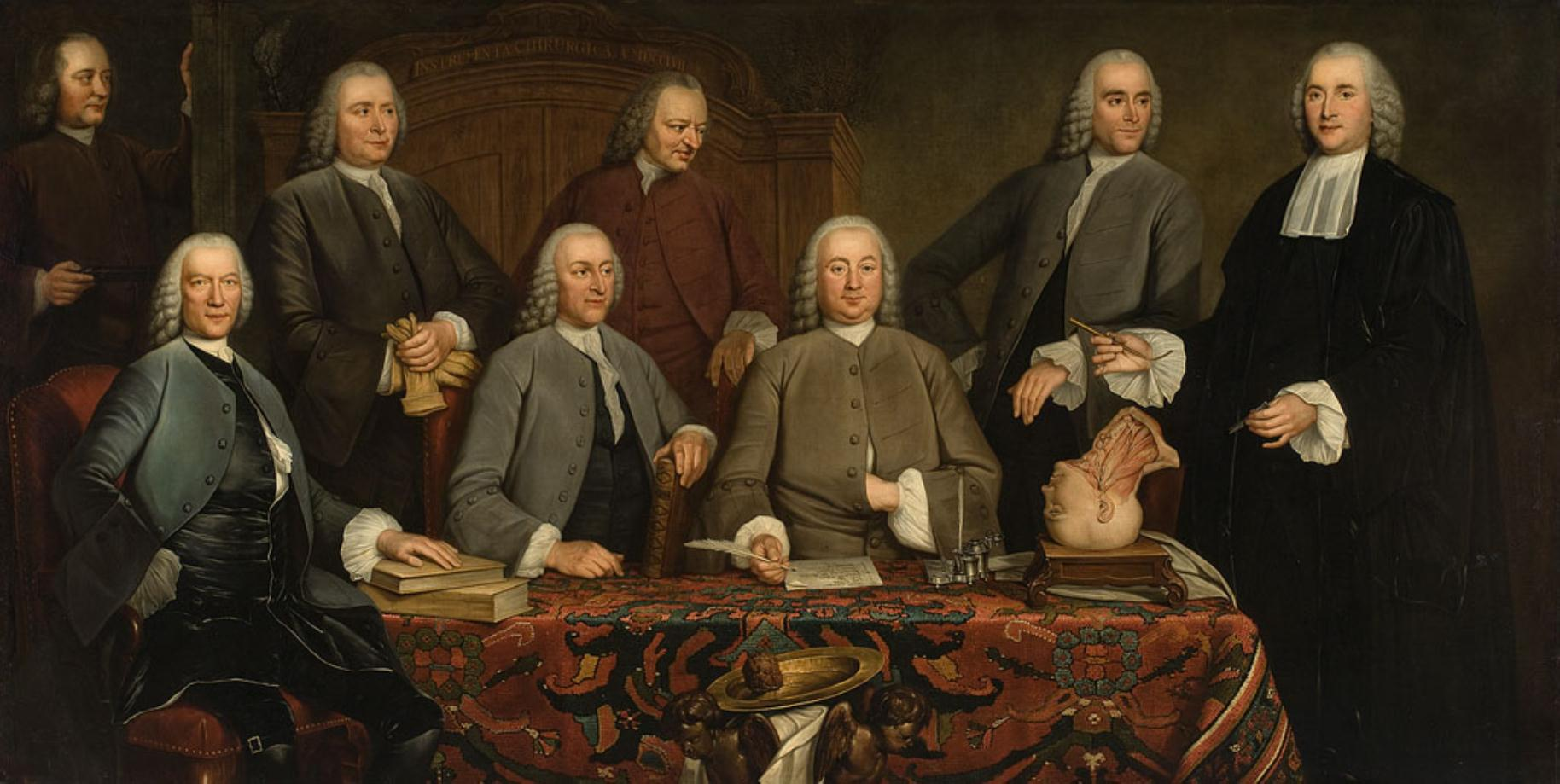
Tibout Regters - De anatomische les van Petrus Camper. Amsterdam Museum

Camper vertrok naar het Athenaeum Illustre in Amsterdam (1755-1761), en betrok een pand in de Warmoesstraat. Hij deed onderzoek naar de oorzaak van liesbreuken, naar de knieschijf en de beste schoen. Een van zijn leerlingen was David van Gesscher. Camper zou per jaar 200 lijken, die hij van het Amsterdamse Binnengasthuis betrok, hebben ontleed om de doodsoorzaak vast te stellen.
In 1756 trouwde hij met Johanna Bourboom, de rijke weduwe van een burgemeester uit Harlingen, voorheen zijn patiënt. Het paar kreeg vier zonen:
- Petrus Everardus (6 maart 1757-1803),
- Jacobus (24 maart 1758-1813),
- Adriaan Gilles (31 maart 1759-1820) en
- Gerbrand Jacob (2 november 1760), die jong overleed.[7]

Omdat zijn vrouw terug wilde naar Friesland betrok hij opnieuw Klein-Lankum bij Franeker. In zijn afscheidsrede deelde hij mede dat hij meer dan 50 lichamen in het openbaar had ontleed, waaronder een Afrikaans jongetje van twaalf jaar. Zijn ervaring voerde tot de publicatie van Demonstrationum anatomico-pathologicarum (1760-1762).

### Groningen
In 1763 werd hij benoemd aan de universiteit in Groningen en doceerde fysiologie, verloskunde, farmacologie, chirurgie en gerechtelijke geneeskunde. Camper was een groot spreker en verluchtigde zijn colleges met eigen tekeningen. Het aantal afgestudeerde studenten nam snel toe. Een van zijn studenten was de patriot François Adriaan van der Kemp, die Camper raadpleegde toen hij last kreeg van zijn rug. Camper was de eerste die een chirurgische polikliniek opende. Hij publiceerde over de inenting tegen pokken, en hij was deskundig op het gebied van de bestrijding van de runderpest (vroeger ook wel veepest), die in 1768 op het platteland woedde. Camper werkte samen met Wouter van Doeveren en bouwde daarbij voort op de resultaten van Geert Reinders, die experimenteel onderzoek aan deze ziekte gedaan had.

### Camper en de biologie

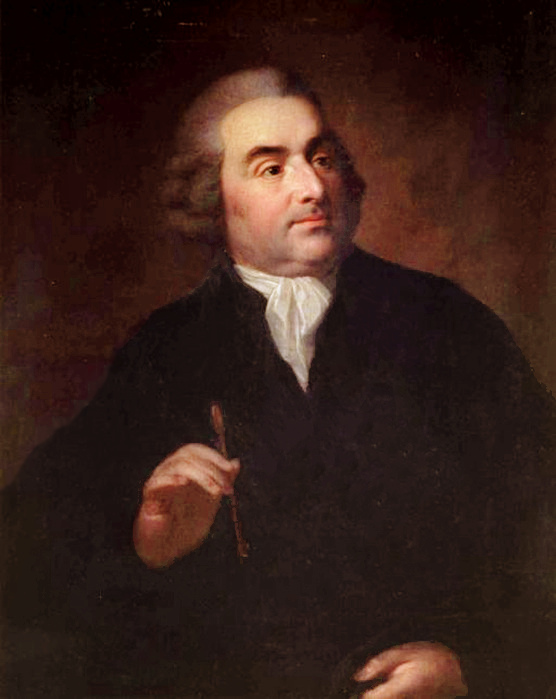
Petrus Camper rond 1780

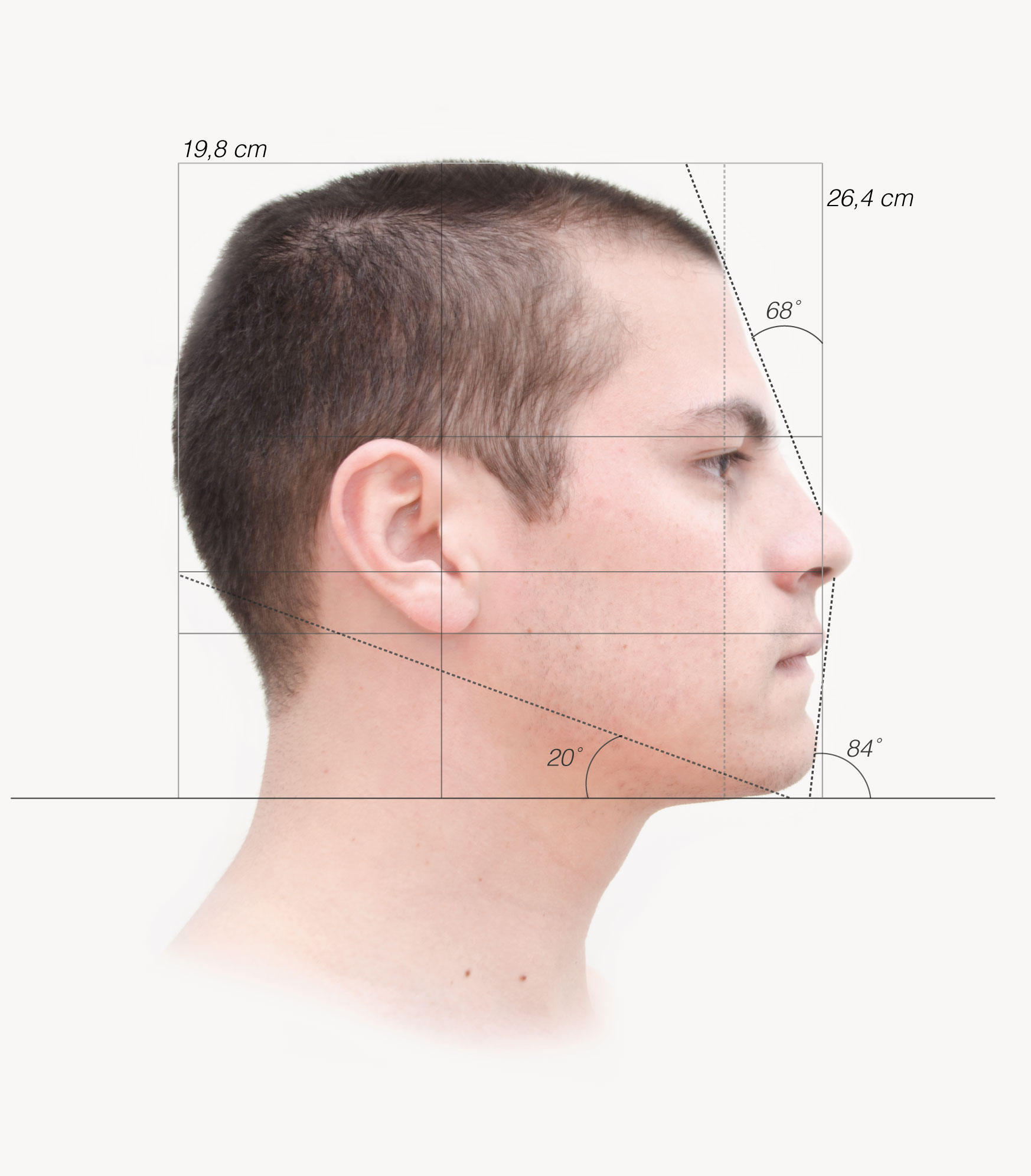
Hoofdafmetingen volgens Petrus Camper

In 1773 nam Camper afscheid als hoogleraar in Groningen en ging thuis onderzoek doen naar de overeenkomsten in skeletten van gewervelden, zowel mens als dier, waarmee hij een van de grondleggers werd van de zoölogie. Hij deed ook zeer succesvol mee aan wetenschappelijke prijsvragen. Als orangist kwam hij in de gelegenheid de menagerie van stadhouder Willem V te bestuderen. In 1774 werd een olifant, afkomstig uit de stadhouderlijke menagerie per trekschuit naar Klein-Lankum vervoerd. In 1777 correspondeerde hij met David van Gesscher over het voordeel der Doorsneede van de Schaambeenderen, om, met behoud van het leven beide van moeder en kind, moeijelyk geklemde hoofden te redden: en de Keizerlyke sneede, of den haak, te vermyden en borstkanker. In 1777 was Camper de eerste die de resten van een orang-oetan onderzocht, eveneens afkomstig uit de stadhouderlijke dierentuin. De conservering van het dier leidde tot een twist met Arnout Vosmaer. Nadat hij acht dieren had ontleed, publiceerde hij in 1782 zijn laatste verhandeling, een standaardwerk tot ver in de 19e eeuw. Camper concludeerde op grond van zijn anatomisch onderzoek aan apen dat Galenus zijn anatomie van de mens had gebaseerd op de autopsie van Orang-oetans, een voor die tijd opzienbarende conclusie. Bij een onderzoek naar de kop van een walvis, die was gevonden in de Sint Pietersberg, zat Camper ernaast, het bleek een reptiel, de Mosasaurus te zijn.
Camper was een scherp criticus van Linnaeus en Buffon vanwege de door hen veroorzaakte chaos in de naamgeving van de grote apen. In 1787 deed hij onderzoek op twee schedels van de vrijwel uitgestorven Javaanse neushoorn.
Camper deed onderzoek naar antropologische kenmerken en vergelijkende anatomie. In een geruchtmakende publicatie onder de titel Redevoering over den oorsprong en kleur der zwarten ... had Camper de traditionele opvatting dat de zwarte huidskleur van de Afrikaan een teken van inferioriteit was naar het rijk der fabelen verwezen. De huidskleur van Adam en Eva kon niet worden vastgesteld.
Petrus Camper had een belangrijk aandeel in het concept van de gelijkheid van Vertebrata en zijn grafische verbeelding maakte grote indruk op Denis Diderot en Johann Wolfgang Goethe. Hij bestreed de opvattingen en tekeningen van Bernhard Siegfried Albinus. Camper had grote invloed op het werk van Georges Cuvier en Louis-Jean-Marie Daubenton. In 1778 kwam Samuel Thomas von Sömmerring bij hem thuis op bezoek. Camper wordt een paar keren vermeld in Kants Kritik der Urteilskraft uit 1791.

### Camper en de politiek

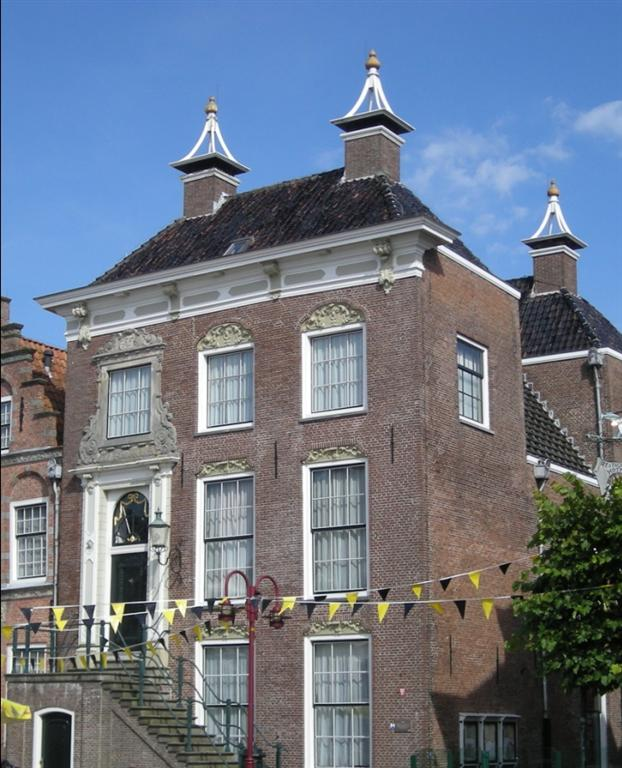
Stadhuis van Workum

Camper werd bestuurlijk actief in 1762 als volmacht voor Idaarderadeel naar de Friese Staten. In 1776 kreeg hij ruzie met Carel George van Wassenaer Obdam over het herstel van de zeedijken, een kostbaar project naar zijn mening. In 1779 verhuisde hij naar de Eewal in Leeuwarden. In 1782 vertegenwoordigde hij Ferwerderadeel en IJlst. In november 1782 is hij benoemd tot burgemeester van Workum. Het stadje had destijds vier burgemeesters, die een keer per week vergaderden. Vanwege zijn drukke werkzaamheden was Camper waarschijnlijk vaak absent, maar zeker aanwezig bij belangrijke benoemingen. Hij werd afgevaardigde naar de Admiraliteit van Friesland.
Camper was een exponent van het stadhouderlijk stelsel, dat heftig werd bekritiseerd onder stadhouder Willem V. In 1783 verzette Camper zich tegen de voorstellen van Court Lambertus van Beyma om de stadhouder niet langer voordrachten te zenden, en een roulatiesysteem op te zetten voor belangrijke functies in de Provinciale Staten en bij de Admiraliteit. In maart 1785, toen een omslag nabij leek, bleek hij samen met Charles Bigot voor het invoeren van meer democratie te zijn. Dit keer steunde Van Beyma. Hij stemde in het najaar voor het aan scherpen van de stadsregeringsreglementen, zodat niet-gereformeerden buiten de vroedschap konden worden gehouden en in september 1786 voor de beperking van censuur en vrijheid van vergadering. In maart 1787 werd hij door de Gedeputeerde Lamoraal Rengers als onbetrouwbaar gekwalificeerd; Camper was volledig van mening veranderd. In september 1787 liet hij zijn verzameling fossielen in veiligheid brengen. De mineralen, waaronder een meteoriet uit Siberië, liet hij waar ze waren. Na de Pruisische inval werd hij benoemd tot voorzitter van het Hof van Holland of de Raad van State en sprak de prins en de prinses een klein uur met warme woorden toe. Hij gaf te kennen dat gevaarlijke personen zouden moeten worden verbannen. Petrus Camper was betrokken bij het opstellen van de Acte van Garantie in 1788.

### Camper en de kunst

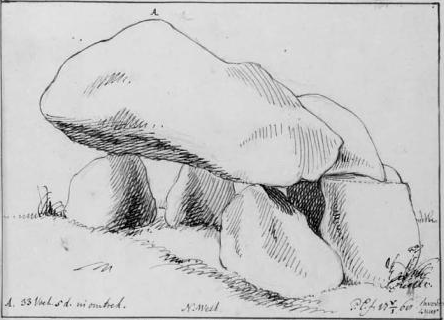
Eerste tekening van het hunebed G1 door Petrus Camper uit 1768.

In 1747 tekende hij de neushoorn Clara. Als regelmatige bezoeker tekende Camper de twee olifanten "Hans en Parkie" in de menagerie van de stadhouder Willem V. Camper kon goed overweg met timmergereedschap en de draaibank, een nuttige vaardigheid die hij ook als medicus inzette. Bovendien was hij actief als beeldhouwer. Al in een vroeg stadium maakte hij een reeks van terracotta modellen, beïnvloed door de theorieën van Johann Joachim Winckelmann. Rond 1780 nam hij les van Anthony Ziezenis en de Franse beeldhouwer Étienne-Maurice Falconet. Camper is rond 1781 geportretteerd door Wilhelmina van Pruisen, nadat hij een van haar dochters met succes tegen de pokken had ingeënt. In Amsterdam was hij beschermheer van de stadstekenacademie en hield evenals Cornelis Ploos van Amstel redevoeringen in Felix Meritis. Camper maakte tien tekeningen van hunebedden van groot documentair belang. Tijdens een verblijf in Düsseldorf ontmoette hij de schilder Adriaan de Lelie en raadde hem aan om zich in Amsterdam als portretschilder te vestigen.
In 1767 raakte Camper in een heftige polemiek verwikkeld met de Amsterdamse kunstkenner Cornelis Ploos van Amstel inzake de artistieke kwaliteit van het Stadhuis van Amsterdam en de Nederlandse architectuur in het algemeen.
Ten tijde van de Verlichting en sinds de oprichting van burgergenootschappen waren prijsvragen in iedere stad populair. Rond 1782 was hij de initiatiefnemer van een prijsvraag voor het ontwerp van het stadhuis van Groningen. Ook de 17-jarige Bilderdijk deed mee. Camper trad op als beoordelaar van de inzendingen. De winnaar werd Jacob Otten Husly.

### Campers einde
Aan het eind van zijn leven kreeg hij pleuritis. Camper dronk een stevig glas champagne en stierf. Hij werd in Leiden in de Pieterskerk begraven. Zijn zoon schreef in 1791 een levensschets en gaf het werk van zijn vader postuum, deels in Parijs uit. In 1811 was Klein-Lankum nog steeds als anatomisch, geologisch en mineralogisch kabinet ingericht. Rond 1830 is het gesloopt. De daar gehuisveste collectie die bekendstond als Museum Camperianum, het museum van de Campers (meervoud!), was inmiddels rond 1820 door koning Willem I van de erven Camper gekocht en aan de Groninger universiteit geschonken. Een deel van die collectie, ook genaamd het "Kabinet van Camper", is verloren gegaan bij de brand van het Academiegebouw in 1906.

## Wetenswaardigheden
- Camper leidde een bourgondisch leven en woog naar eigen zeggen 220 pond.
- Thomas Rosenboom gebruikte veel materiaal uit het leven van Camper voor zijn roman Gewassen vlees.
- In Franeker kreeg Camper op zeker moment ruzie met een collega over de rangorde in de academische stoet.[34]
- In de stad Groningen is de Petrus Campersingel naar hem genoemd; in Amsterdam-Oost (waar veel straten naar professoren van het toenmalige Athenaeum Illustre zijn vernoemd) is er de Camperstraat.

## Werken (selectie)
- De Voortreffeleykheid der menschen boven alle andere dieren en derzelver vergelyking met den Orang Outang (1771)
- Kort berigt van de ontleding eens jongen elephants (1774)
- Natuurkundige verhandelingen over den orang-outang; en eenige andere aapsoorten. Over den rhinoceros met den dubbelen horen; en over het rendier (1782)
- Natuurkundige verhandeling over het verschil in de wezenstrekken in menschen van onderscheidene landaart en ouderdom, postuum, uitgegeven door zijn zoon (1791). Vertaald in het Frans, Différence des traits du visage. Dissertation physique (1791)
- Observations sur la structure intérieure et le squelette de plusieurs espèces de cétacés, postuum, uitgegeven door zijn zoon (1820)